# Refuge de Pombie
Das Refuge de Pombie ist eine Schutzhütte der Sektion Pau des Club Alpin Français. Sie liegt in der Nähe des Col du Pourtalet in der Gemeinde Laruns im Département Pyrénées-Atlantiques in der Region Nouvelle-Aquitaine in Frankreich.

## Geschichte
- 1920: Bau einer gemauerten Schutzhütte, aber sie wird schnell zu klein.
- 1967: Bauvorhaben in unmittelbarer Nähe eines bestehenden Schutzraumes. Sie wurde am 8. Oktober 1967 eingeweiht.
- 1987 bis 1989: wichtige Arbeiten zur Verbesserung des Komforts und der Abwasserbehandlung.
- 1999: letzte große Maßnahmen zur Einhaltung der Richtlinien.

## Merkmale und Informationen
Die Schutzhütte wird von Anfang Juni bis Anfang Oktober und an Wochenenden von April bis Mitte November bewartet. Die Schutzhütte wird von der Sektion Pau des Club Alpin Français betreut.

## Zugang
Aus dem Vallée d’Ossau in der Nähe des Col du Pourtalet, bei der Cabane de l’Araille, der Richtung der Cabane de Dénescau folgen 1812 m Höhe, durch den Col de Soum de Pombie auf 2129 m Höhe und bis zur Hütte fortfahren.
- Der Zugang erfolgt vom Col de Peyreget in 1 Stunde oder vom Caillou de Socques in 1,5 Stunden.
- Der Zugang vom Bious-Artigues Lake erfolgt über 2,5 Stunden.
- Das Refuge d’Arrémoulit ist in 3 bis 4 Stunden erreichbar.

## Galerie

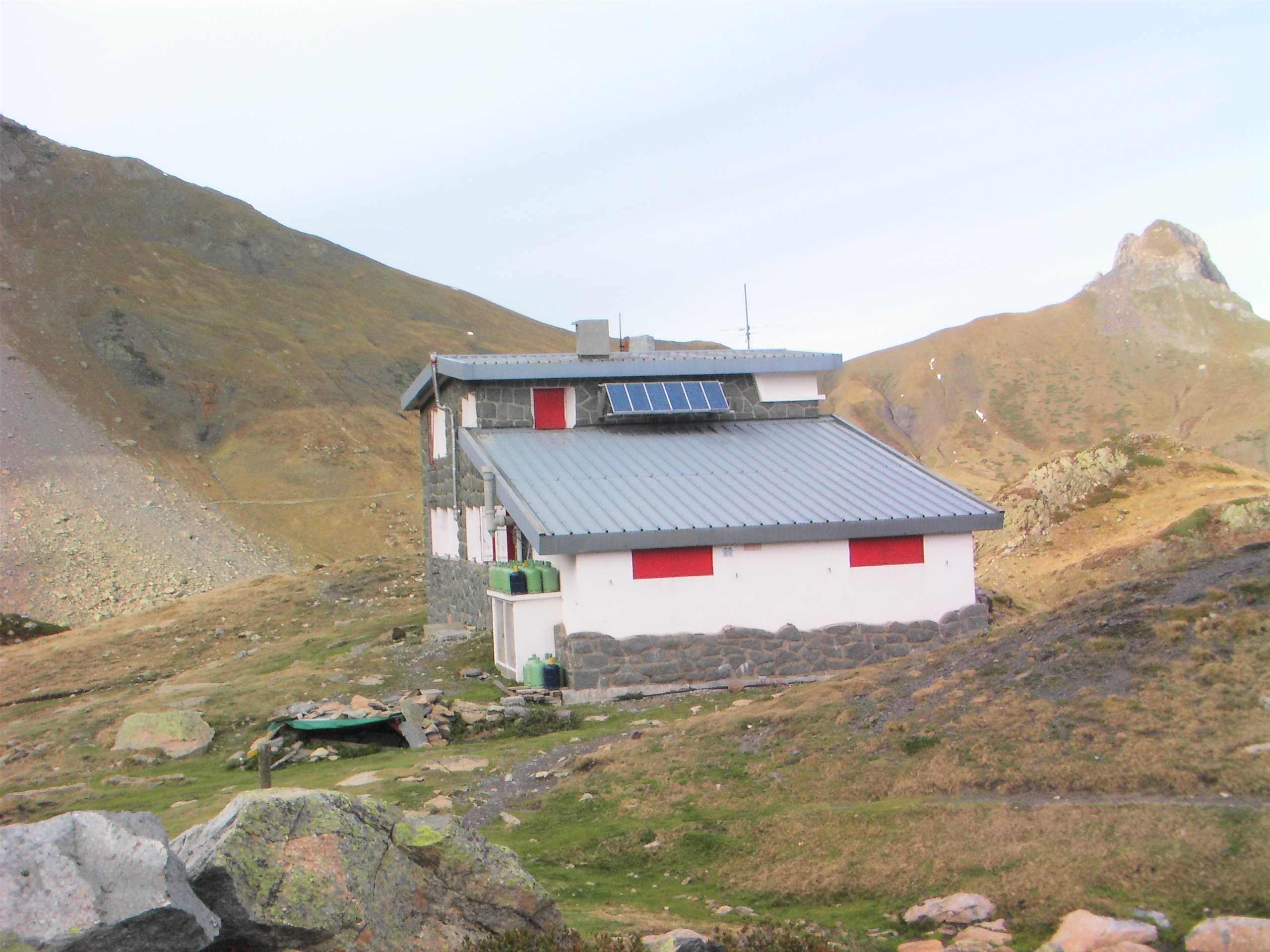
Refuge de Pombie, Gesamtansicht.
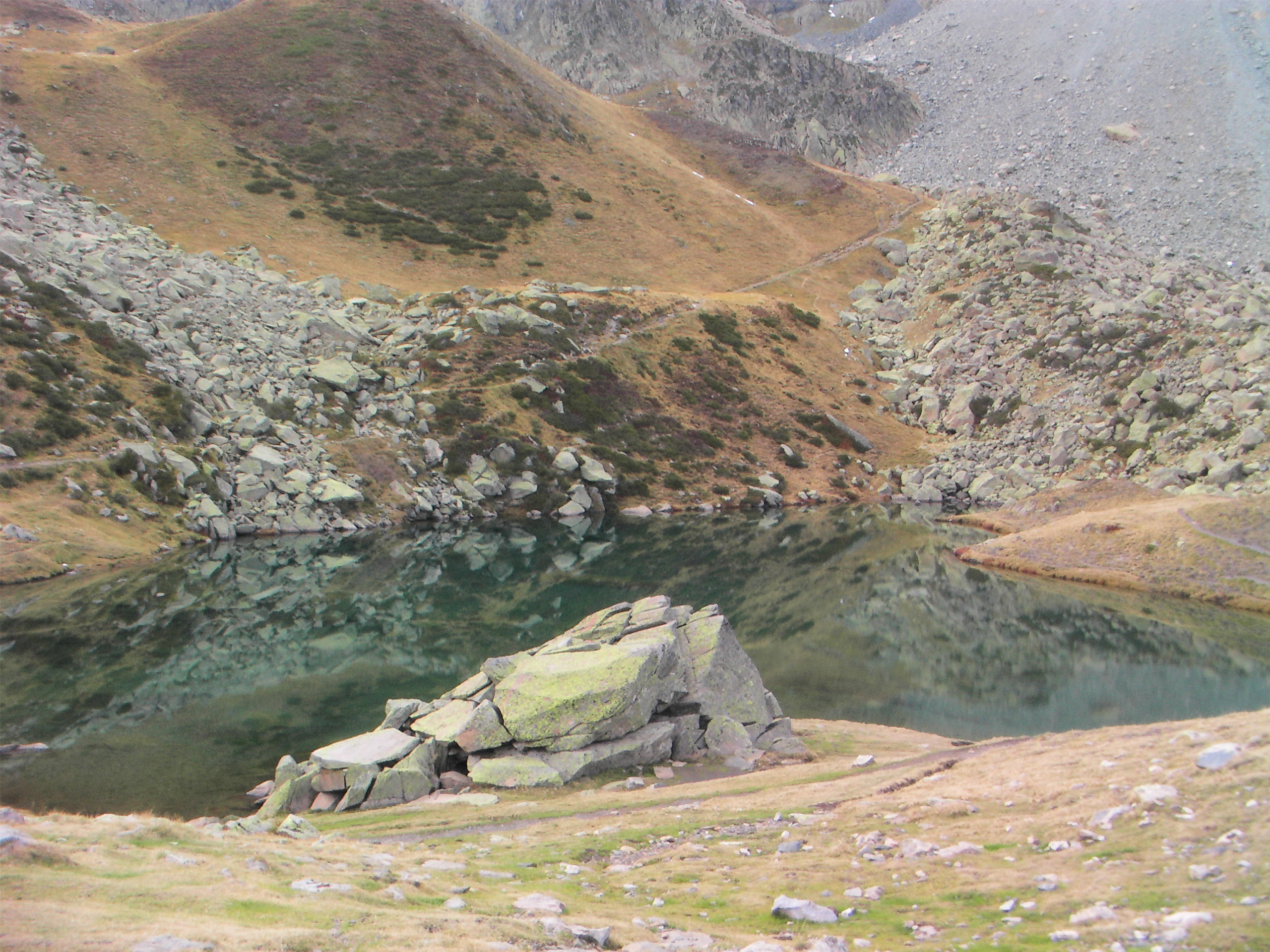
Ein See neben dem Refuge de Pombie.
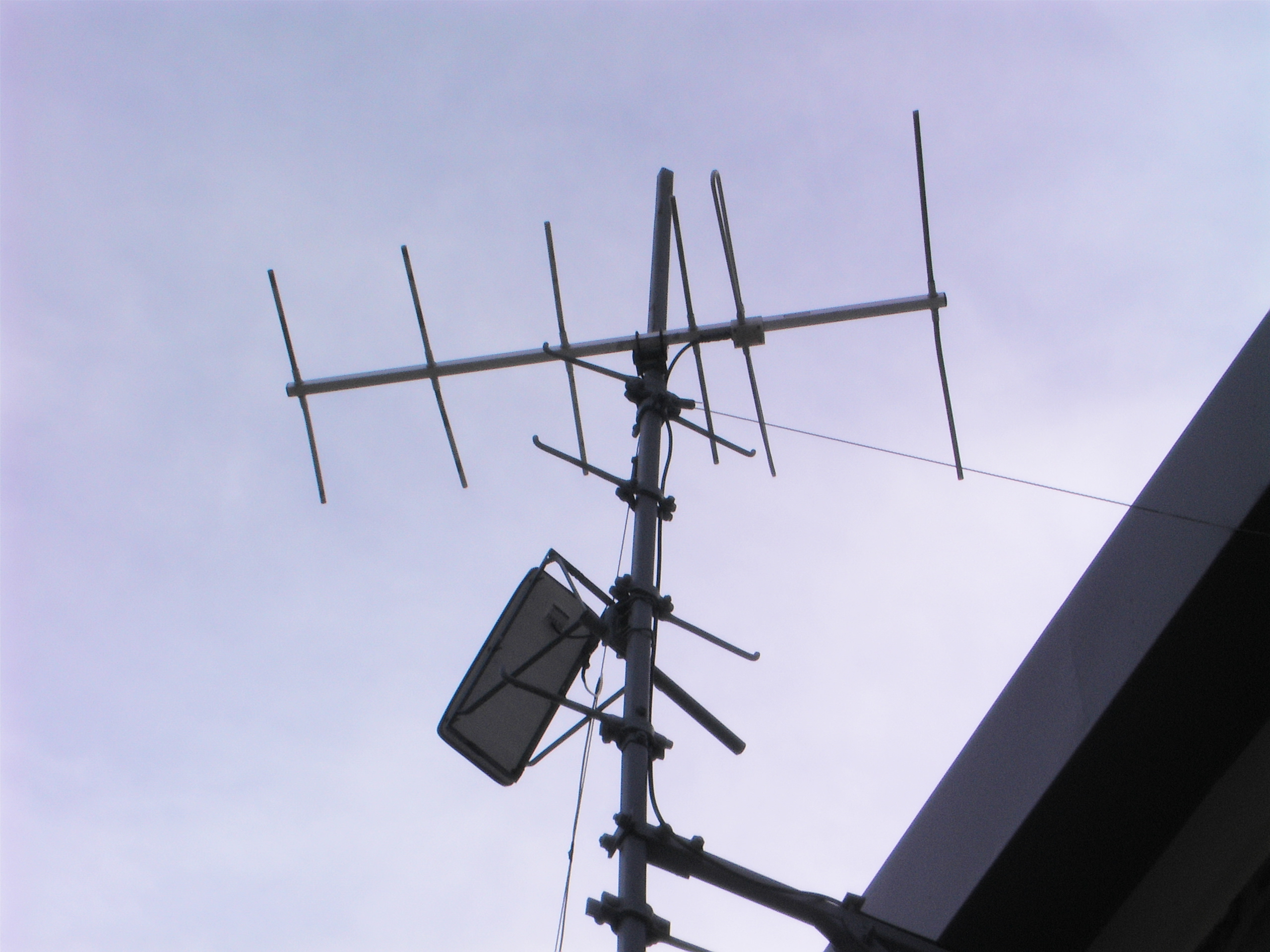
Antenne und kleines Solarmodul der Hütte.
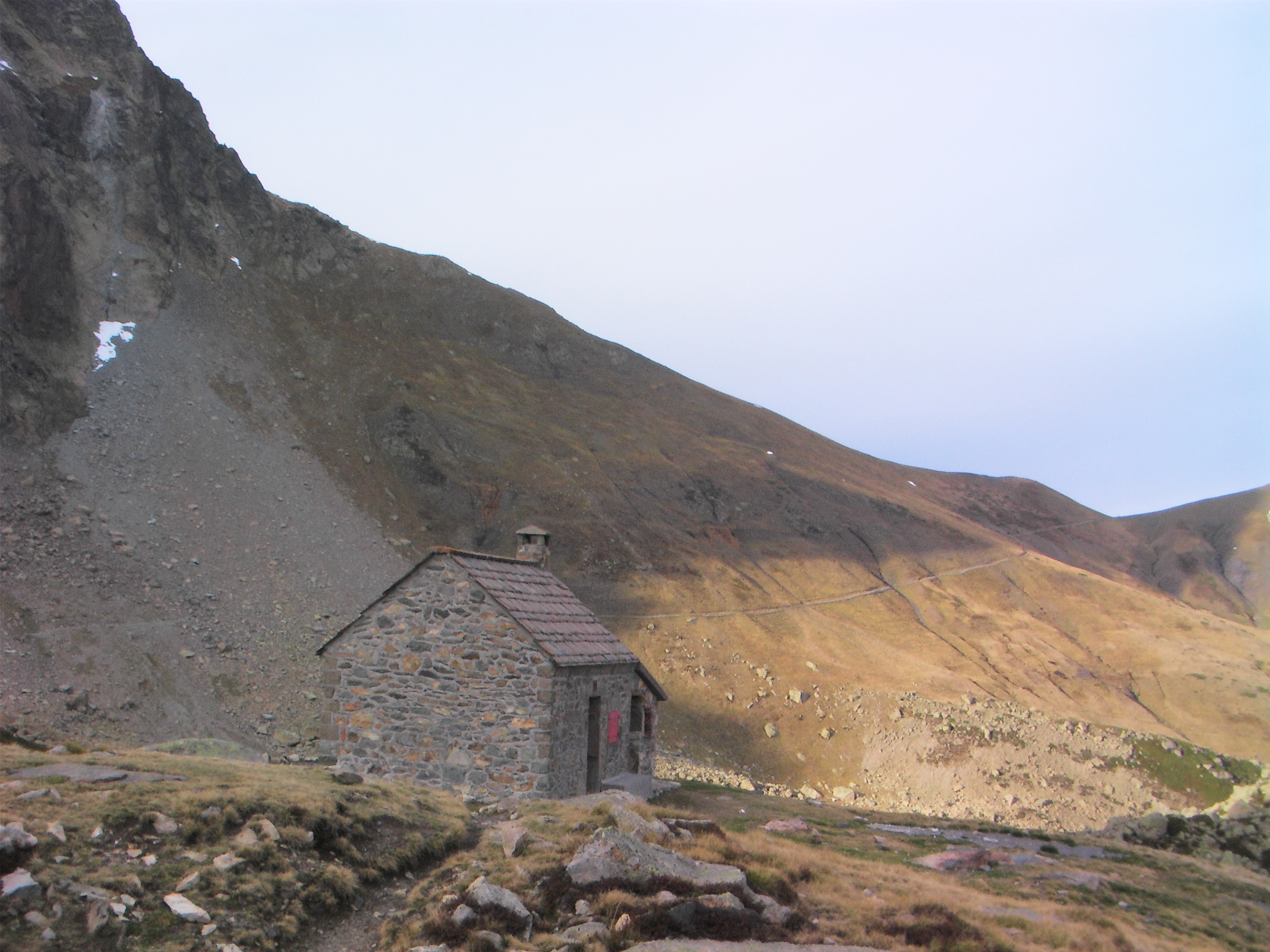
Ehemaliges Refuge de Pombie.